# Vzpírání na Letních olympijských hrách 1956
Vzpěračské soutěže na Letních olympijských hrách 1956 v Melbourne.

## Medailisté

### Muži
| Kategorie | Zlato                                               | Stříbro                                       | Bronz                                       |
| --------- | --------------------------------------------------- | --------------------------------------------- | ------------------------------------------- |
| 56 kg     | Charles Vinci · Spojené státy americké (USA)        | Vladimir Stogov · Sovětský svaz (URS)         | Mahmoud Namjoo · Írán (IRI)                 |
| 60 kg     | Isaac Berger · Spojené státy americké (USA)         | Jevgenij Minajev · Sovětský svaz (URS)        | Marian Zieliński · Polsko (POL)             |
| 67,5 kg   | Igor Rybak · Sovětský svaz (URS)                    | Ravil Khabutdinov · Sovětský svaz (URS)       | Kim Chang-Hee · Jižní Korea (KOR)           |
| 75 kg     | Fedor Bogdanovsky · Sovětský svaz (URS)             | Peter George · Spojené státy americké (USA)   | Ermanno Pignatti · Itálie (ITA)             |
| 82,5 kg   | Tommy Kono · Spojené státy americké (USA)           | Vasili Stepanov · Sovětský svaz (URS)         | James George · Spojené státy americké (USA) |
| 90 kg     | Arkadi Vorobyev · Sovětský svaz (URS)               | David Sheppard · Spojené státy americké (USA) | Jean Debuf · Francie (FRA)                  |
| +90 kg    | Paul Edward Anderson · Spojené státy americké (USA) | Humberto Selvetti · Argentina (ARG)           | Alberto Pigaiani · Itálie (ITA)             |

## Přehled medailí
| Pořadí | Země                         | Zlato | Stříbro | Bronz | Celkově |
| ------ | ---------------------------- | ----- | ------- | ----- | ------- |
| 1.     | Spojené státy americké (USA) | 4     | 2       | 1     | 7       |
| 2.     | Sovětský svaz (URS)          | 3     | 4       | 0     | 7       |
| 3.     | Argentina (ARG)              | 0     | 1       | 0     | 1       |
| 4.     | Itálie (ITA)                 | 0     | 0       | 2     | 2       |
| 5.     | Francie (FRA)                | 0     | 0       | 1     | 1       |
| 5.     | Írán (IRI)                   | 0     | 0       | 1     | 1       |
| 5.     | Polsko (POL)                 | 0     | 0       | 1     | 1       |
| 5.     | Jižní Korea (KOR)            | 0     | 0       | 1     | 1       |
| Celkem | Celkem                       | 7     | 7       | 7     | 21      |